# Photinus carolinus
Photinus carolinus är en skalbaggsart som beskrevs av Green 1956. Photinus carolinus ingår i släktet Photinus och familjen lysmaskar. Inga underarter finns listade i Catalogue of Life.

## Bildgalleri

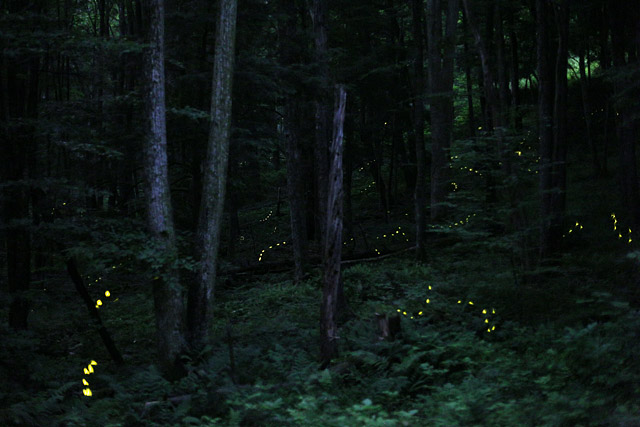